# Isdera
Isdera AG (acronimo di Ingenieurbüro für Styling Design und Racing) è una casa automobilistica tedesca, che produce autovetture sportive ad alte prestazioni ed ha sede a Saarwellingen, Germania. Ha una filiale a Shanghai, nella Repubblica popolare cinese. Fino al novembre 2005 l'azienda si trovava a Leonberg. Ogni autovettura è costruita a mano ed in base alle richieste dell'acquirente.

## Storia

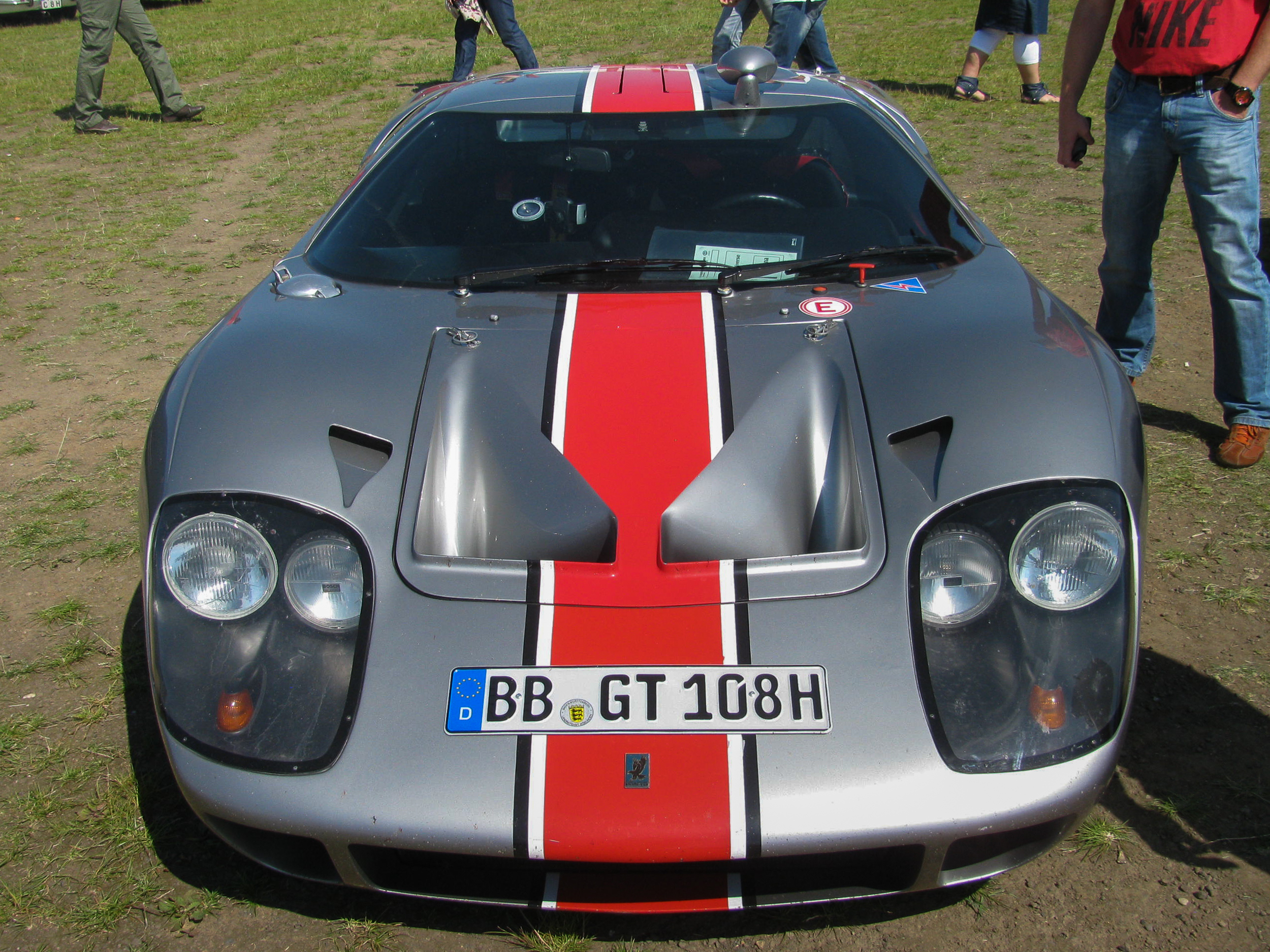
Erator GTE

### Origini
Il fondatore e direttore della società Eberhard Schulz, nato nel 1940, lanciò la sua impresa col nome di Ednilreg Automobil Styling und Prototypenbau, derivato dal nome alla rovescia di sua moglie Gerlinde. Nel 1970, in un retrobottega d'una lavanderia a Klostermoor, Schulz costruì e sviluppò il suo primo prototipo l'Erator GTE, nome ricavato da 'errator', che significa 'vagabondo' in latino.

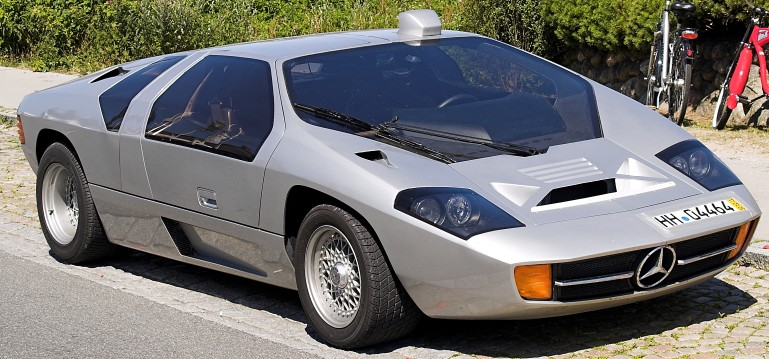
Prototipo della Mercedes CW311 che fece da base alla Isdera Imperator 108i

L'auto attraversa lo sviluppo in 3 stadi:
- MK I: motore Volkswagen 1.600 cc 4 cilindri boxer iniezione da 40 kW, 760 kg 175 km/h;
- MK II: motore Ford 2.300 cc 6 cilindri a V da 79 kW, 220 km/h;
- MK III: motore Mercedes 5.000 cc 8 cilindri a V di 90º da 309 kW, 960 kg, 315 km/h (maggiore delle coeve Ford GT 40 e Lamborghini Miura).

Già nell'Erator, apparve per la prima volta, il caratteristico specchietto retrovisore periscopico sul tetto.
Nel 1978, Schultz, insieme alla società B&B Automobiltechnik, presentò la concept car Mercedes-Benz CW 311 al Salone di Francoforte, il prototipo sviluppato da Schultz, rimane l'unico veicolo che non era stato progettato e non era in produzione da Mercedes-Benz, ma con il permesso di portare il "Logo Mercedes" a tre punte. L'auto verrà utilizzata nel film Car-Napping - Bestellt, geklaut, geliefert di Wigbert Wicker.

### La produzione in serie

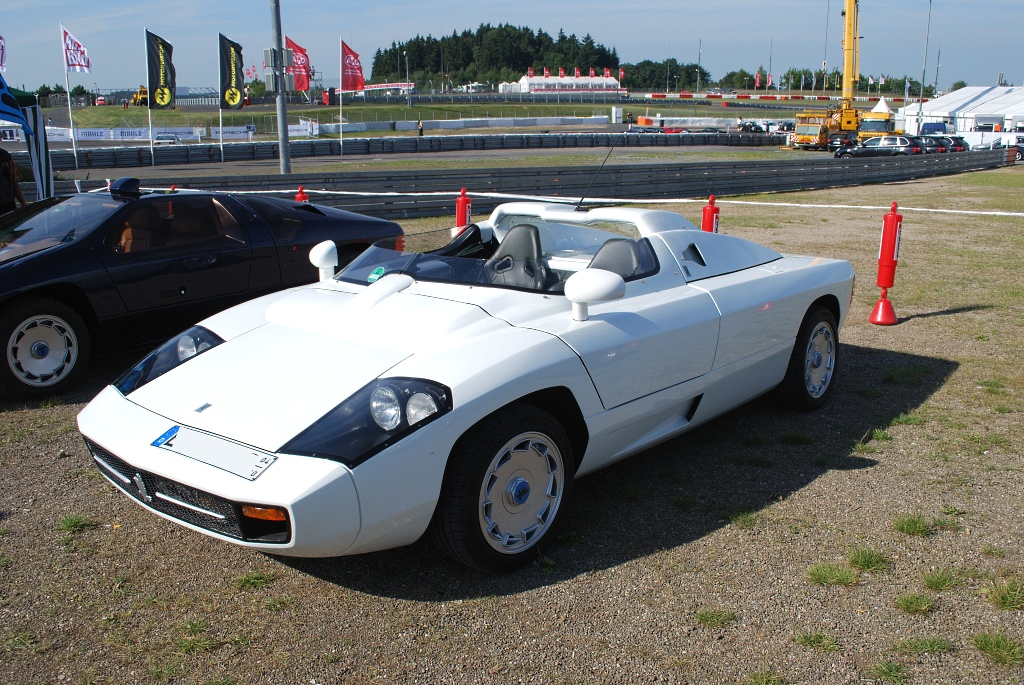
Isdera Spyder 036i

Nel 1982 fu fondata Isdera, scegliendo come logo un'aquila, e con l'avvio della produzione la società diviene una GmbH il 17 novembre 1983. Le vetture prodotte sono la Isdera Spyder 033i del 1983, la Isdera Imperator 108i del 1984 (che tra le peculiarità aveva un insolito specchietto retrovisore a periscopio) evoluzione del prototipo Mercedes-Benz CW311 del 1978 e l'aggiornamento della versione roadster denominata Isdera Spyder 036i dal 1987. Della prima serie Imperator che venne realizzata fino al 1991 furono costruiti 17 esemplari, mentre per la seconda ne furono prodotti 13 realizzati tra il 1992 e il 2001. La produzione delle Spyder raggiunse le 14 unità.
I modelli furono tutti presentati al Salone dell'automobile di Ginevra in Svizzera.

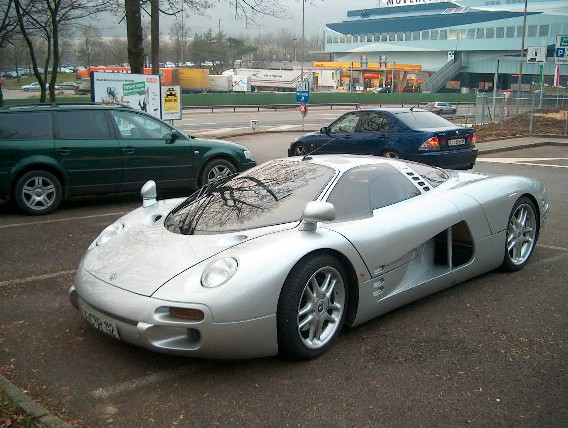
Isdera Commendatore 112i a Berna, Svizzera, 1999

Nel 1993 Isdera progettò il modello Commendatore 112i, così battezzata in onore di Enzo Ferrari. L'auto pesava 1477 kg e poteva raggiungere le 100 km/h in 4,1 secondi. La velocità massima era di 342 km/h. L'auto era equipaggiata con un motore 12 cilindri a V di 6.0 litri di cilindrata di origine Mercedes-Benz da 300 kW. Il cambio era un Getrag manuale a 6 marce. A seguito della bolla speculativa giapponese gli investitori giapponesi che sostenevano Isdera si ritirarono, la società entra in un periodo di crisi da cui si risolleva solo nel 1999 grazie ad un gruppo di investitori svizzeri.

### Dopo il dissesto finanziario

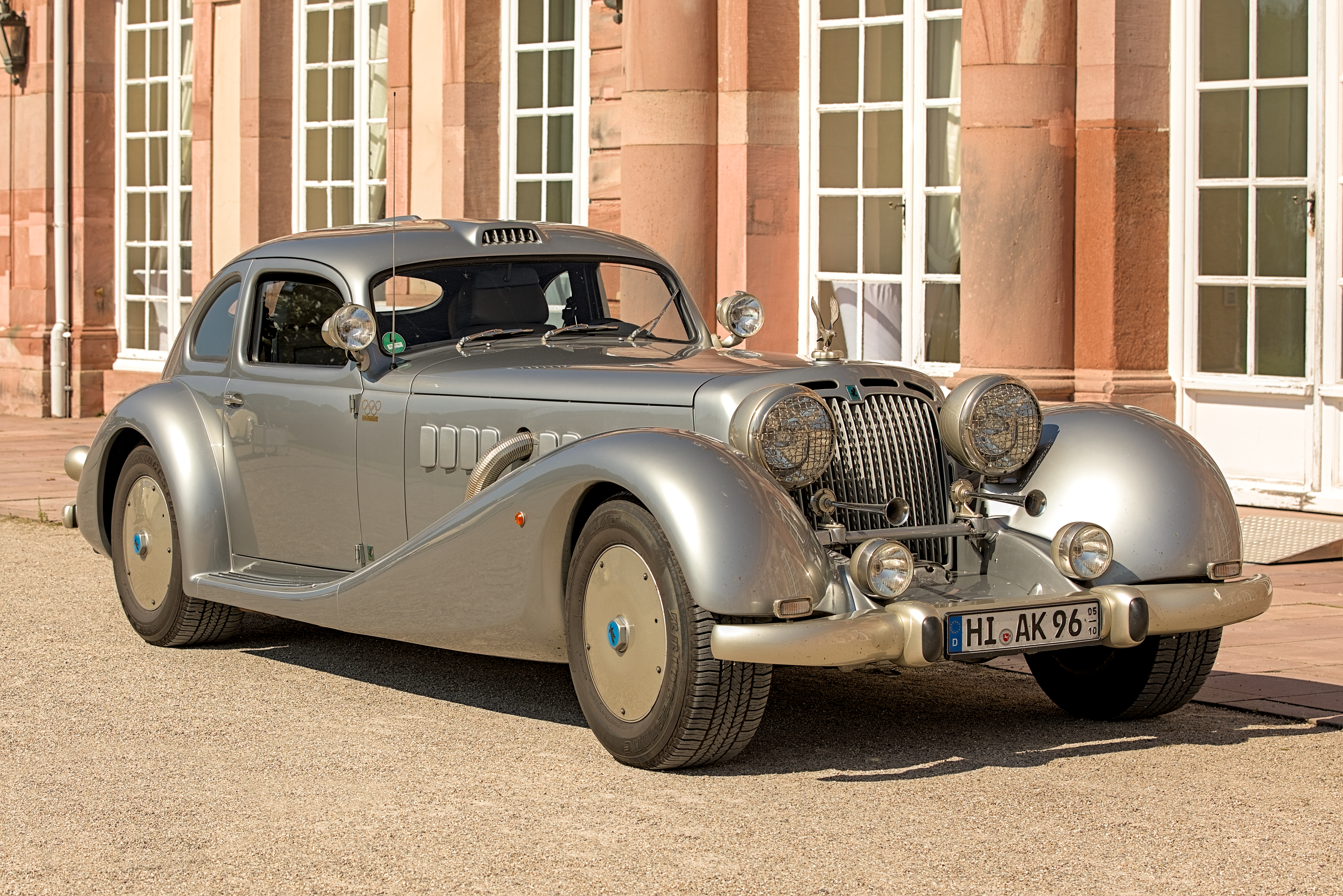
Isdera Autobahnkurier AK116i, 2006

Nel 2006 fu realizzato l'esemplare unico della Isdera Autobahnkurier AK116i, dotato di 2 motori 8 cilindri a V di origine Mercedes-Benz W126 Classe S e alimentato da due motori Mercedes-Benz V8 - uno per ciascun asse - della serie W126 500 SE. Il propulsore risultante è un'unità da 10 litri da 441 kW (592 CV) e 900 Nm di coppia. La velocità massima era limitata a 242 km/h a causa dell'eccessivo consumo di carburante del motore oltre i 250 km/h. Il design, che ricordava un'auto da turismo degli anni '30, era ispirato alla Bugatti Royale e all'unica Mercedes-Benz 540K Autobahn Kurier del 1936. L'auto presentava interni completamente in pelle e un cruscotto in marmo.

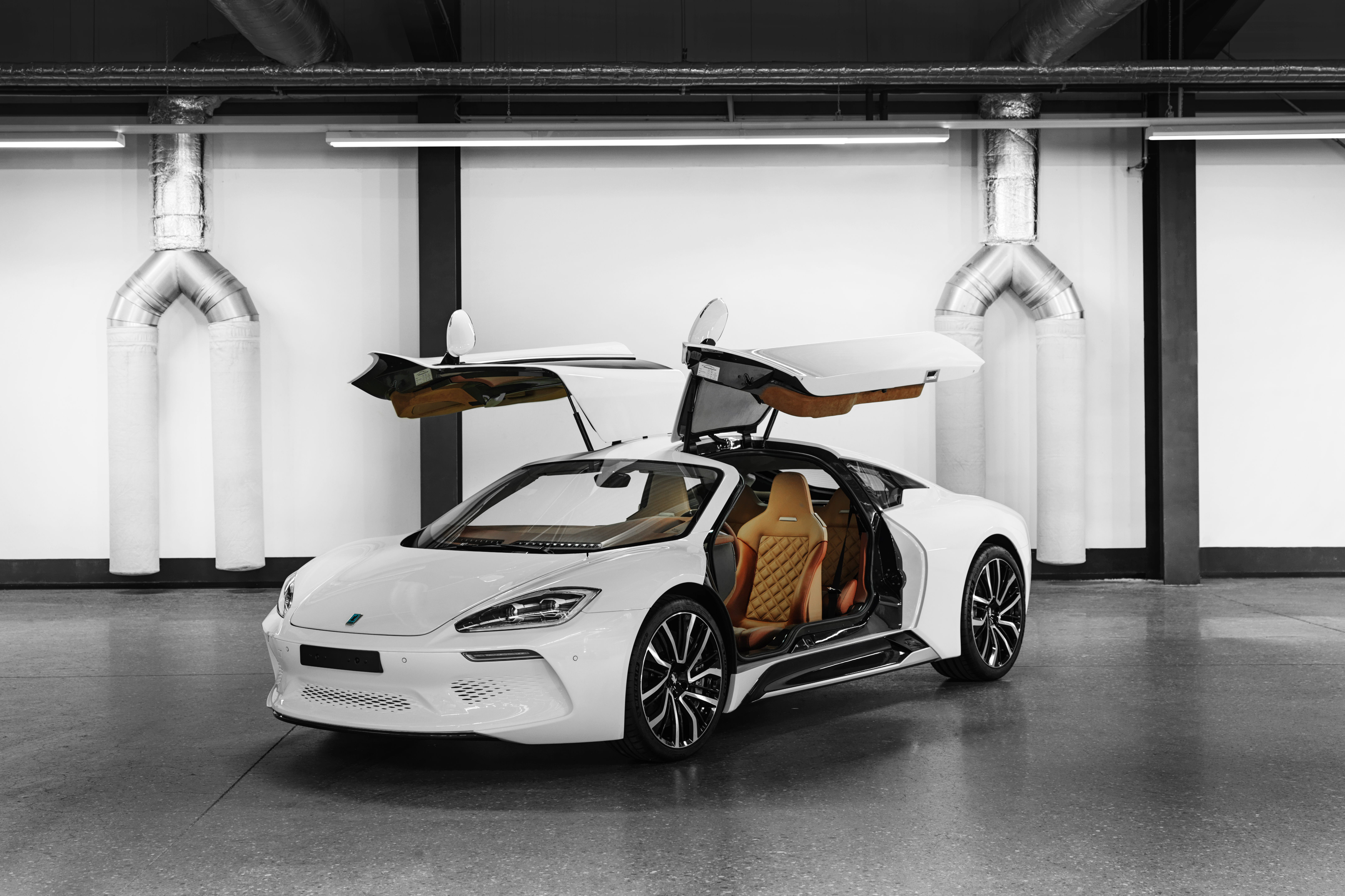
Isdera Commendatore GT, 2018

Al 2007 risultano realizzate 50 auto sportive idonee alla circolazione stradale.
Nel 2016 Eberhard Schulz ha venduto la società.
Nel 2017 Isdera ha avviato una collaborazione con il costruttore cinese Weltmeister per progettare e produrre auto elettriche quindi nel salone dell'automobile di Pechino del 2018 l'azienda ha presentato il modello Isdera Commendatore GT prodotto in una tiratura limitata a soli due esemplari, con 2 motori elettrici da 300 kW alimentati da una batteria di 100 kWh.
Il 16 settembre 2019 avviene la fusione societaria di Isdera Gmbh in Isdera AG. Il nuovo amministratore delegato è Stefan Peters.
L'11 aprile 2025 ha presentato istanza di fallimento presso il tribunale distrettuale di Saarbrücken.

## Riconoscimenti
- Premio Internationaler Designpreis Baden-Württemberg 1984
- Premio Internationaler Designpreis Baden-Württemberg 1985[29]

## Nella cultura di massa
Nel videogioco Need for Speed II la Isdera Commendatore 112i fa parte delle autovetture selezionabili.